# Marquess Grey
Marquess Grey war ein erblicher britischer Adelstitel der Peerage of Great Britain.
Der Titel wurde am 19. Mai 1740 für Henry Grey, 1. Duke of Kent geschaffen, mit dem besonderen Vermerk, dass in Ermangelung männlicher Nachkommen seine Enkelin Jemima Campbell und deren männliche Nachkommen erbberechtigt seien. Der Duke of Kent starb nur zwei Wochen nach der Verleihung des Marquessates, wodurch die meisten seiner weiteren Titel erloschen. Die 2. Marchioness heiratete Philip Yorke, 2. Earl of Hardwicke, hinterließ jedoch bei ihrem Tod am 10. Januar 1797 nur zwei Töchter und keine Söhne, sodass der Titel erlosch.

## Liste der Marquesse Grey (1740)
- Henry Grey, 1. Duke of Kent, 1. Marquess Grey (1671–1740)
- Jemima Yorke, 2. Marchioness Grey (1723–1797)